# Binckbank
BinckBank est une entreprise néerlandaise de courtage en bourse cotée à la Bourse d'Amsterdam et qui faisait partie de l'indice AMX. Elle est issue de la fusion entre Binck Brokers et Amsterdam Option Traders (AOT).

## Histoire
En 1980, AOT spécialisée dans les transactions sur titres et produits dérivés, est fondée. AOT connaît une expansion internationale, notamment en Grande-Bretagne, Australie, États-Unis et Belgique, en rachetant un certain nombre de teneurs du marché.
Le 6 octobre 2000, Binck Brokers lance son site web destiné aux investisseurs particuliers.
En 2003, Binck Brokers obtient l'agrément de banque aux Pays-Bas (délivré par la Banque des Pays-Bas) pour devenir une banque et devient ainsi Effectenbanck Binck.
En 2004, AOT et Effectenbank Binck se rapprochent en donnant naissance respectivement à Binck et BinckBank.
En 2005, BinckBank se lance en Belgique, avec une succursale à Anvers. En un an et demi, BinckBank Belgique devient le numéro deux du marché belge avec plus de 18 000 clients.
En 2007, BinckBank rachète Alex à Rabobank et devient le leader du marché hollandais avec plus de 240 000 comptes et plus de 7,8 milliards d'euros de capitaux sous administration. BinckBank fait désormais partie des cinq courtiers en ligne européens en volume de transactions.
En 2008, BinckBank ouvre sa succursale française, à Levallois-Perret.
En décembre 2018, Saxo Bank annonce l'acquisition de Binckbank pour 424 millions d'euros. Début mars 2019, la note d'information a été publiée et les actionnaires ont pu apporter leurs pièces. Le 31 juillet, Saxo Bank détenait 95,14 % des actions. À la suite de l'acquisition, les actions BinckBank ont disparu de la bourse d'Amsterdam. Saxo Bank continue d'utiliser la marque aux Pays-Bas et en Belgique.

## Chiffres clés
Le chiffre d'affaires par activité se répartit comme suit :
- Courtage en ligne (54,8 %) : passation d’ordres de transactions sur actions et produits dérivés à destination des particuliers (32 800 comptes fin 2005).
- Activités pour compte propre (42,6 %) : intervention sur les marchés d’actions, d’obligations et de produits dérivés.
- Intermédiation professionnelle (2,6 %) : à destination des investisseurs institutionnels et des sociétés d’investissement.